# YuiKaori
Le YuiKaori (ゆいかおり) sono un duo di idol giapponesi composto da Kaori Ishihara e Ogura Yui.

## Debutto
Il duo debutta nel maggio del 2010 con il singolo Our steady boy, ending dell'anime Kiss×Sis, e successivamente rilascia Futari (ふたり), sempre come ending dell'anime, e dopodiché HEARTBEAT ga Tomaranai! (HEARTBEATが止まらないっ！).
Nel luglio 2011 le YuiKaori rilasciano il singolo Shooting☆Smile, che farà parte della colonna sonora del videogioco Toy Wars; successivamente rilasciano il loro primo album, intitolato Puppy, accompagnato dal singolo Puppy Love. Nel febbraio 2012 esce il loro nuovo singolo, Kimi no YELL (君のYELL).

## Discografia

### Album
- Puppy (2011)
- Bunny (2013)

### Singoli
- [2010.05.12] Our Steady Boy
- [2010.07.21] Futari / VIVIVID PARTY! (ふたり / VIVIVID PARTY!)
- [2010.11.17] HEARTBEAT ga Tomaranai! (HEARTBEATが止まらないっ！)
- [2011.04.06] Shooting☆Smile
- [2012.02.27] Kimi no YELL